# 羅馬尼亞禮天主教坎頓聖喬治教區
羅馬尼亞禮天主教坎頓聖喬治教區（拉丁語：Eparchia Sancti Georgii Martyris Romenorum）是一個東儀天主教教區，行羅馬尼亞希臘禮。雖然她不受希臘禮天主教弗格拉什暨阿爾巴尤利亞總教區管轄（直屬聖座），但也是羅馬尼亞東儀天主教主教會議成員。
2008年有教友5,900人、14個堂區、22名司鐸、2名終身執事、6名修士、4名修女。教區包括美國和加拿大，主教座堂位於俄亥俄州坎頓。現任教區主教為若望·博泰安。
1982年12月4日設代牧區，1987年3月26日升為教區。